# Fußball-Club St. Pauli von 1910
Il Fußball-Club St. Pauli von 1910, noto semplicemente come FC St. Pauli, è un club polisportivo tedesco con sede nel quartiere omonimo di Amburgo; la sua sezione più famosa è quella calcistica, attualmente militante in prima divisione, ma comprende anche compagini di rugby, football americano, baseball, bowling, scacchi, ciclismo, pallamano, softball, roller derby e tennistavolo.

## Storia

### Gli esordi
La storia del FC St. Pauli inizia nel 1900, come un gruppo informale di appassionati dell'Hamburg-St. Pauli Turn-Verein 1862. Il primo match giocato risale al 1907 contro l'Aegir, squadra composta all'interno di una società di nuotatori. La squadra fu comunque fondata ufficialmente solo il 15 maggio 1910, giocando con il nome St. Pauli TV nella Kreisliga Groß-Hamburg (Alsterkreis). La squadra inizialmente ottenne solo mediocri risultati; nel 1931 arrivò agli ottavi di finale del campionato tedesco settentrionale venendo però sconfitta dall'HSV. Del 1934 la prima apparizione nella Gauliga Nordmark, uno dei sedici gironi della prima divisione creati nella riorganizzazione del calcio tedesco avvenuta con l'avvento del Terzo Reich. Il Sankt Pauli fu immediatamente retrocesso, ma tornò nella serie superiore nel 1936; retrocessi nuovamente nel 1940 e ripromossi nel 1942 vi restarono fino al termine della seconda guerra mondiale.

### Il dopoguerra
Nel dopoguerra il St. Pauli ricominciò a giocare nel 1947 in Oberliga Nord. Un secondo posto finale nella stagione 1947-48 consentì alla squadra di qualificarsi per la prima volta ai turni finali del campionato, che comprendevano le migliori squadre provenienti da tutta la Germania Ovest. Avanzò fino alle semifinali dove fu eliminata dai futuri campioni del Norimberga (2-3). Il club continuò a giocare ad ottimi livelli per tutti gli anni cinquanta, ma non è mai riuscito ad avere la meglio sugli acerrimi rivali dell'Amburgo giungendo secondo cinque volte su sette edizioni dell'Oberliga Nord ed eliminato sempre ai primi turni delle eliminatorie nazionali dal 1949 al 1951. Dalla seconda metà degli anni cinquanta fino agli inizi degli anni sessanta il St. Pauli è stato surclassato anche da Werder Brema e da Osnabrück e sempre in quel periodo non riuscì ad andare oltre il quarto posto nei gironi regionali.

### La lotta per la promozione
Nel 1963 fu costituita la Bundesliga, la massima serie del campionato tedesco. Amburgo, Werder Brema ed Eintracht Braunschweig furono le squadre inserite in Bundesliga per quanto riguarda l'Oberliga nord, in quanto queste ultime avevano conseguito migliori risultati rispetto alle altre del girone negli anni precedenti. Il St. Pauli fu inserito invece in Regionalliga Nord, l'allora secondo livello del calcio tedesco.
Il club vinse la seconda divisione nel 1964, ma arrivò ultimo nei play-off. Vinse di nuovo la Regionalliga nel 1966, ma fallì la promozione a vantaggio del Rot-Weiss Essen per differenza reti. Negli anni a seguire la squadra conquistò la divisione nel 1971 e nel 1974 e il secondo posto nel 1972 e nel 1973 ma in ogni occasione fallì miseramente ai play-off.
Il successo della Bundesliga e la crescita del calcio professionistico in Germania indussero la federcalcio tedesca a creare la Zweite Bundesliga, che diventò il secondo livello del calcio nazionale a sua volta diviso in due gironi; il St. Pauli di conseguenza fu inserito nel girone nord (Zweite Bundesliga Nord) e nel 1977, forte del primo posto finale del girone riuscì nella storica impresa di conquistare la massima serie. La gioia della promozione durò poco: dopo solo un anno la squadra, infatti, retrocesse.
Il ritorno nella serie cadetta durò poco: nel 1979, sull'orlo della bancarotta, il club fu privato della licenza professionista e fu relegato in Oberliga Nord. Le buone prestazioni offerte tra il 1981 e il 1983 non furono sufficienti a far fronte all'emergenza finanziaria. Ma, nel 1984, la squadra riuscì nell'exploit di farsi promuovere in seconda divisione, malgrado l'esser giunta seconda a due lunghezze dalla squadra riserve del Werder Brema (fu promosso il St. Pauli in quanto le squadre riserve non potevano, e non possono tuttora, essere promosse in seconda divisione).

### Il fenomeno Kult
Nella metà degli anni ottanta il FC St. Pauli compì una svolta che le fece cambiare completamente immagine: passò infatti da squadra tradizionale a vero e proprio fenomeno di culto. Il motivo è da ricercarsi nell'ubicazione dello stadio: la società trasferì la sede dello stadio nella zona del porto del quartiere vicino a Reeperbahn, il quartiere a luci rosse centro della vita notturna. I tifosi adottarono come stemma non ufficiale il Jolly Roger, il teschio con le ossa incrociate; la società fu anche la prima in Germania a bandire l'ingresso nel proprio stadio a tifosi di estrema destra. Grazie a queste decisioni, il club passò da una media spettatori di 1.600 persone (1981) ad una di 20.000 persone (fine anni novanta).
Per quanto riguarda i risultati, il FC St. Pauli ritornò in Bundesliga nel 1988 per restarci tre anni, e nel 1995 per due stagioni; la squadra passò i campionati restanti sempre in Zweite Bundesliga. I sostenitori del FC St. Pauli si riuniscono in numerosi fan club sparsi non solo in Germania, ma in tutti i continenti. Molto attiva è la tifoseria organizzata, nella quale spicca il gruppo 18auf12.

### Gli anni recenti
Dopo una fugace apparizione del club nella massima serie, risalente al 2001-2002, la società arrivò ad un passo dalla bancarotta, tanto da intraprendere un'attività di raccolta fondi, la cosiddetta Retteraktion. Si cominciarono a stampare T-shirt con lo stemma del club e circondato dalla parola Retter (soccorritore/salvatore): più di 140.000 di queste furono vendute in 6 settimane. Fu organizzata anche un'amichevole con il Bayern Monaco sempre per cercare di rimpinguare le casse del club. Tuttavia i risultati sul campo portarono ad un'ulteriore retrocessione nella Regionalliga Nord.
Nel 2005 il FC St. Pauli cominciò anche a organizzare opere di beneficenza verso terzi; la squadra e i tifosi crearono l'iniziativa viva con agua de sankt pauli, una raccolta fondi per l'acquisto di distributori d'acqua per le scuole di Cuba.
Durante la stagione 2005-2006 la squadra si rese protagonista di una cavalcata senza precedenti in Coppa di Germania, vincendo contro Wacker Burghausen, Bochum, e soprattutto battendo squadre di massima serie come Hertha Berlino e, nei quarti di finale, Werder Brema. La vittoria per 3-1 al Millerntor-Stadion (tutto esaurito) qualificò il team in semifinale e il passaggio di turno fece guadagnare alla squadra 1 milione di euro in diritti televisivi e sponsor allontanando i problemi finanziari. Il St. Pauli uscì dalla competizione in semifinale il 12 aprile, battuto dal Bayern Monaco con un gol di Owen Hargreaves e due di Claudio Pizarro.
Nella stagione 2006-2007 la squadra amburghese conquistò la promozione in Zweite Bundesliga con una giornata di anticipo, il 25 maggio 2007, grazie al pareggio casalingo con la Dinamo Dresda (2-2).
Piazzatasi seconda, nella stagione 2009-2010 di seconda divisione la squadra ottenne la promozione in Bundesliga.
La stagione in Bundesliga iniziò bene, con il St. Pauli che chiuse il girone d'andata a metà classifica. Il 16 febbraio 2011 il St. Pauli vinse per la seconda volta nella storia il derby cittadino in campo avverso contro l'Amburgo con gol di Gerald Asamoah. Dopo quella vittoria, però, la squadra inanellò una serie di 7 sconfitte consecutive e ottenne complessivamente un solo punto (frutto del 2-2 maturato nello scontro diretto per la salvezza in casa del Wolfsburg) in undici gare. Questi risultati fecero piombare il St. Pauli dal centro-classifica all'ultimo posto della graduatoria e culminarono, il 7 maggio 2011, con la retrocessione aritmetica in Zweite Bundesliga, sancita dalla pesante sconfitta casalinga per 1-8 subita alla penultima giornata per mano del Bayern Monaco (per i bavaresi fu la più larga vittoria di sempre in una gara in trasferta in Bundesliga). Il St. Pauli chiuse quindi la Bundesliga con l'undicesima sconfitta (1-2 sul campo del Magonza) nelle ultime dodici gare di campionato, la ventunesima in totale, concludendo all'ultimo posto con 29 punti.
Nonostante un buon avvio della stagione 2011-2012, il FC St. Pauli fallì l'obbiettivo della promozione, arrivando quarto in classifica, a pari punti con il Fortuna Düsseldorf ma con una peggiore differenza reti, mancando dunque la possibilità dello spareggio. Nella stagione seguente ottenne solo una vittoria e subì 4 sconfitte nelle prime 8 gare. Il tecnico Schubert fu esonerato e al suo posto subentrò Michael Frontzeck. La squadra riuscì a reagire e, grazie ad una serie di buone prestazioni, si allontanò dai bassifondi della classifica. Nella stagione 2014-2015 ottenne solo solo 4 punti nelle prime 4 giornate, per cui il tecnico Vrabec fu esonerato e al suo posto subentrò Thomas Meggle, già allenatore della formazione Under-23. Nel 2018-2019 si registrò un pesante 4-0 casalingo dai rivali concittadini dell'Amburgo, sconfitta nel derby che non si registrava dal 2002, quando le due squadre si erano incontrate in massima serie. Nel 2021-2022, agli ottavi di finale di Coppa di Germania, il St- Pauli batté per 2-1 il Borussia Dortmund secondo in classifica in Bundesliga, accedendo ai quarti, dove fu eliminato perdendo per 2-1 contro l'Union Berlino.
Dal 2020 la squadra ottenne risultati sempre migliori in Zweite Bundesliga, fino a vincere il campionato nella stagione 2023-2024 e tornare così in Bundesliga dopo tredici anni.
La stagione 2024-2025, la prima nella quale il St. Pauli disputa un campionato di categoria superiore a quello dei rivali cittadini dell'Amburgo, si conclude con la permanenza della squadra nella massima serie tedesca.

## Simboli
I colori della maglia del Fussball-Club St. Pauli sono il marrone, che è il principale, e il bianco, mentre i pantaloncini sono bianchi e i calzettoni sono marroni con risvolto bianco.
Il simbolo del FC St. Pauli è composto da un cerchio con all'interno la scritta, in nero, "FC ST. PAULI 1910". All'interno, in un altro cerchio rosso, c'è un edificio bianco, che rappresenta il Municipio di Amburgo (Hamburger Rathaus).

## Strutture

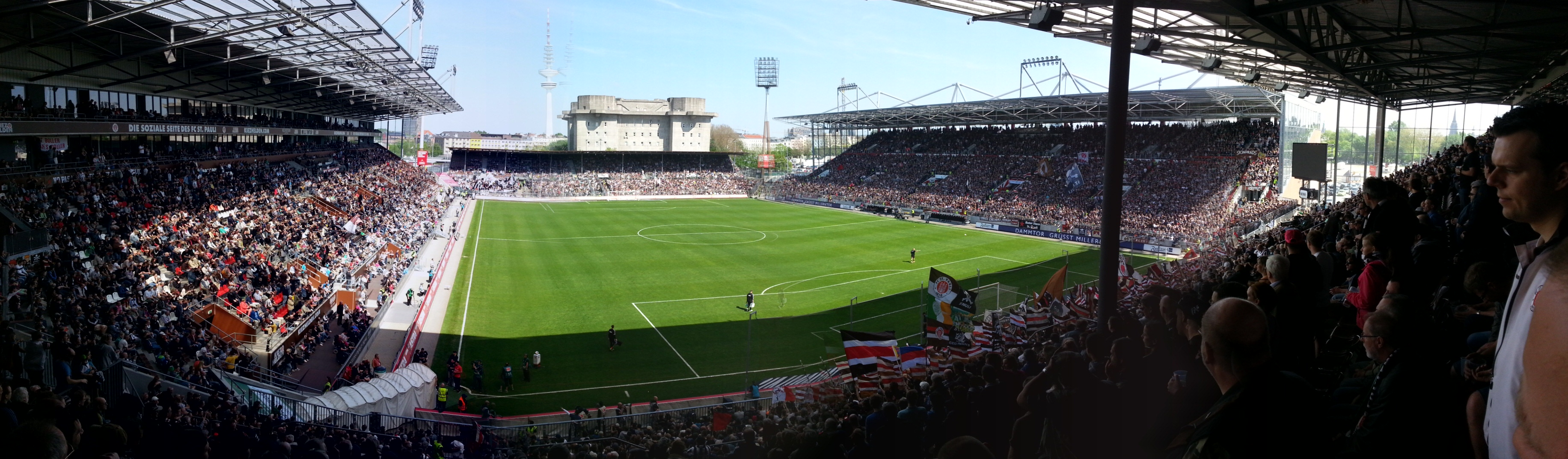
Veduta panoramica della Millerntor-Stadion.

Dal 1963 il club disputa le proprie gare interne nel Millerntor-Stadion, che sorge nel quartiere di St. Pauli, ad Amburgo, e che può ospitare 29.546 spettatori. È facilmente raggiungibile con la linea U3 della metropolitana di Amburgo (stazione di St. Pauli e di Feldstrasse). Lo stadio si trova accanto al Heiligengeistfeld, ed è dominato dalla Flakturm IV a nord e un edificio della Deutsche Telekom a sud.
I lavori di costruzione dello stadio sono iniziati nel 1961, ma il suo completamento è stato ritardato fino al 1963 in quanto non vi è stato inizialmente alcun sistema di drenaggio in atto, rendendo il campo inutilizzabile dopo la pioggia. Originariamente contava 32.000 sostenitori, ma la capacità è stata ridotta in seguito per motivi di sicurezza.
Nel 1970 lo stadio è stato rinominato "Wilhelm-Koch-Stadion", in onore di un ex presidente del club, ma questo nome è diventato molto controverso quando è stato scoperto che Wilhelm Koch era stato un membro del Partito Nazista durante la guerra. Dopo le proteste dei fan, il nome è stato cambiato di nuovo al Millerntor-Stadion nel 1999.
Una ristrutturazione totale iniziata nel 2006 si è conclusa con il completamento della nuova tribuna nord nel mese di luglio 2015. Lo stadio da allora ha una capacità di 29.546 spettatori, di cui 16.940 sono in piedi e 12.606 sono seduti.

## Cultura di massa
Il club ha ospitato la FIFI Wild Cup 2006, un torneo composto da squadre nazionali non riconosciute come la Groenlandia, il Tibet e Zanzibar, partecipando come Repubblica di St. Pauli.
Nel 2008 la Nike ha commemorato il club con due scarpe Dunk esclusive, entrambe pubblicate in quantità limitata: la Dunk High (di colore nero, con il simbolo del teschio e le tibie incrociate) è stata rilasciata in tutti i paesi d'Europa, con solo 500 paia prodotte. 
La Dunk Low (bianca e liscia, con il logo della squadra in pelle sul pannello laterale) è stata rilasciata solo nei negozi in Germania, Svizzera e Austria, con appena 150 paia prodotte.
I giocatori del St. Pauli hanno più volte presenziato al festival heavy metal Wacken Open Air.
Il FC St. Pauli apre le sue partite con Hells Bells degli AC/DC e celebra ogni gol con Song 2 dei Blur.
Il FC St. Pauli è un'icona mondiale della cultura punk. Il simbolo (teschio con le ossa incrociate marrone e bianco) è stato spesso indossato da artisti internazionali:
- le band Asian Dub Foundation e Panteón Rococó; Georg Hólm, il bassista della band post-rock islandese Sigur Rós; Alex Rosamilia, chitarrista dei The Gaslight Anthem; Chris Urbanowicz, ex chitarrista degli Editors.
- Sul sito ufficiale della band KMFDM ha campeggiato per lungo tempo l'immagine di un pugno chiuso rivolto contro una svastica, con la scritta St. Pauli Fans gegen Rechts! (tifosi del St.Pauli contro la destra). Difatti Sasha Konietzko, cofondatore e frontman della band, nativo proprio di Amburgo, è un tifoso sfegatato del St. Pauli.
- Un altro importante sostenitore è Andrew Eldritch, cantante della band The Sisters of Mercy, che indossò il noto simbolo del teschio durante il tour del 2006.
- Dave Doughman, il cantante dei Dayton, che abitualmente utilizzava i simboli sulla propria chitarra e sugli amplificatori, si è trasferito a St. Pauli nel 2010.
- I Bad Religion invece hanno partecipato ad una partita di beneficenza contro la terza squadra di St. Pauli nel 2000.

Diversi gruppi musicali hanno omaggiato il St.Pauli:
- La band punk rock norvegese Turbonegro ha inciso in tedesco una versione speciale della loro canzone I Got Erection.
- Nel 2009, il gruppo italiano patchanka/ska punk Talco ha scritto la canzone St.Pauli, divenuta in seguito inno della squadra. La band ha inoltre svolto una serie di concerti al Millerntor-Stadion, peraltro utilizzato anche dalla band di Glasgow Wakes.
- Anche i britannici Art Brut hanno scritto una canzone sul club, incisa nel loro album It's a Bit Complicated.
- Gli Shandon hanno dedicato al club il brano St Pauli Anthem, contenuto nell’album Social Suicide.

## Allenatori e presidenti
Tutti gli allenatori a partire dal 1963, anno di nascita della Bundesliga:
- 1963-1964  Otto Westphal
- 1965-1967  Jockel Krause
- 1967-1968  Heinz Hempel
- 1968-1971  Erwin Türk
- 1971-1972  Edu Preuß
- 1972-1974  Karl-Heinz Mülhausen
- 1974-1976  Jockel Krause
- 1976-1978  Diethelm Ferner
- 1978-1979  Sepp Piontek
- 1979-1980  Werner Pokropp (01 lug.-15 ott.)
 Kuno Böge (16 ott.-30 giu.)
- 1980-1981  Kuno Böge
- 1981-1982  Kuno Böge (01 lug.-20 mar.)
 Michael Lorkowski (21 mar.-30 giu.)
- 1982-1986  Michael Lorkowski
- 1986-1987  Willi Reimann
- 1987-1988  Willi Reimann (01 lug.-10 nov.)
 Helmut Schulte (11 nov.-30 giu.)
- 1988-1990  Helmut Schulte
- 1990-1991  Helmut Schulte (01 lug.-19 feb.)
 Horst Wohlers (19 feb.-30 giu.)
- 1991-1992  Horst Wohlers (01 lug.-15 mar.)
 Seppo Eichkorn (16 mar.-30 giu.)
- 1992-1993  Michael Lorkowski (01 lug.-22 set.)
 Seppo Eichkorn (23 set.-30 giu.)
- 1993-1994  Seppo Eichkorn
- 1994-1996  Uli Maslo
- 1996-1997  Uli Maslo (01 lug.-20 apr.)
 Klaus-Peter Nemet (21 apr.-30 giu.)
- 1997-1998  Eckhard Krautzun (01 lug.-27 nov.)
 Gerhard Kleppinger (28 nov.-30 giu.)
- 1998-1999  Gerhard Kleppinger (01 lug.-31 gen.)
 Willi Reimann (01 feb.-30 giu.)
- 1999-2000  Willi Reimann (01 lug.-14 mar.)
 Dietmar Demuth (15 mar.-30 giu.)
- 2000-2002  Dietmar Demuth
- 2002-2003  Dietmar Demuth (01 lug.-20 ago.)
 Joachim Philipkowski (19 ago.-16 dic.)
 Franz Gerber (29 dic.-30 giu.)
- 2003-2004  Franz Gerber (01 lug.-28 mar.)
 Andreas Bergmann (29 mar.-30 giu.)
- 2004-2006  Andreas Bergmann
- 2006-2007  Andreas Bergmann (01 lug.-20 nov.)
 Holger Stanislawski (21 nov.-30 giu.)
- 2007-2008  Holger Stanislawski,  André Trulsen
- 2008-2011  Holger Stanislawski
- 2011-2012  André Schubert
- 2012-2013  André Schubert(01 lug.-26 set.)
 Thomas Meggle (28 set.-07 ott.)
 Michael Frontzeck (08 ott.-30 giu.)
- 2013-2014  Michael Frontzeck (01 lug.-06 nov.)
 Roland Vrabec (06 nov.-30 giu.)
- 2014-2015  Roland Vrabec (01 lug.-03 set.)
 Thomas Meggle (03 set.-15 dic.)
 Ewald Lienen (16 dic.-30 giu.)
- 2015-2017  Ewald Lienen
- 2017-2018  Olaf Janßen (01 lug.-06 dic.)
 Markus Kauczinski (06 dic.-30 giu.)
- 2018-2019  Markus Kauczinski (01 lug.-09 apr.)
 Jos Luhukay (10 apr.-30 giu.)
- 2019-2020  Jos Luhukay
- 2020-2022  Timo Schultz
- 2022-2024  Fabian Hürzeler
- 2024-  Alexander Blessin

## Palmarès

### Competizioni nazionali
- Campionato tedesco di seconda divisione: 2

1976-1977 (girone Nord), 2023-2024
- Stadtliga Hamburg: 1

1947
- Regionalliga Nord: 4

1964, 1966, 1972, 1973, 2007
- Oberliga Nord: 3

1981, 1983, 1986
- Hamburger Pokal: 4

1986, 2004, 2005, 2006

### Altri piazzamenti
- Campionato tedesco:

Semifinalista: 1947-1948
- Coppa di Germania:

Semifinalista: 2005-2006
- 2. Fußball-Bundesliga:

Secondo posto: 1987-1988, 1994-1995, 2009-2010
Terzo posto: 1974-1975 (girone Nord), 1986-1987, 2000-2001
- Oberliga Nord:

Secondo posto: 1947-1948, 1949-1950, 1950-1951, 1953-1954

### Competizioni giovanili
- Oberliga Hamburg/ schleswig-holstein : 3

1995, 1999, 2003
- Oberliga Hamburg : 1

2011
- Hamburger Pokal: 3

1998, 2001, 2008

## Statistiche e record

### Partecipazione ai campionati e ai tornei internazionali

#### Campionati nazionali
Il club ha militato a lungo nell'Oberliga Nord prima della nascita della Bundesliga. In questo torneo ha raggiunto come miglior risultato il decimo posto nell'edizione 1988-1989.
Dalla stagione 1963-1964 alla 2025-2026 compresa il club ha ottenuto le seguenti partecipazioni ai campionati nazionali:
| Livello | Categoria         | Partecipazioni | Debutto   | Ultima stagione | Totale |
| ------- | ----------------- | -------------- | --------- | --------------- | ------ |
| 1º      | Bundesliga        | 10             | 1977-1978 | 2025-2026       | 10     |
| 2º      | 2. Bundesliga     | 32             | 1974-1975 | 2023-2024       | 43     |
| 2º      | Regionalliga Nord | 11             | 1963-1964 | 1973-1974       | 43     |
| 3º      | Regionalliga Nord | 4              | 2003-2004 | 2006-2007       | 10     |
| 3º      | Oberliga Nord     | 6              | 1979-1980 | 1985-1986       | 10     |

## Organico

### Rosa 2024-2025
Aggiornata al 30 gennaio 2025.
| N. |                        | Ruolo | Calciatore       |
| -- | ---------------------- | ----- | ---------------- |
| 2  | Grecia (bandiera)      | D     | Manolis Saliakas |
| 3  | Estonia (bandiera)     | D     | Karol Mets       |
| 4  | Austria (bandiera)     | D     | David Nemeth     |
| 5  | Germania (bandiera)    | D     | Hauke Wahl       |
| 6  | Germania (bandiera)    | A     | Simon Zoller     |
| 7  | Australia (bandiera)   | C     | Jackson Irvine   |
| 8  | Svezia (bandiera)      | C     | Eric Smith       |
| 9  | Brasile (bandiera)     | A     | Maurides         |
| 10 | Germania (bandiera)    | C     | Marcel Hartel    |
| 14 | Togo (bandiera)        | A     | Etienne Amenyido |
| 15 | Lussemburgo (bandiera) | A     | Danel Sinani     |
| 16 | Germania (bandiera)    | C     | Carlo Boukhalfa  |
| 17 | Inghilterra (bandiera) | A     | Oladapo Afolayan |
| 18 | Scozia (bandiera)      | C     | Scott Banks      |
| 19 | Danimarca (bandiera)   | A     | Andreas Albers   |

| N. |                                 | Ruolo | Calciatore           |
| -- | ------------------------------- | ----- | -------------------- |
| 21 | Germania (bandiera)             | D     | Lars Ritzka          |
| 22 | Bosnia ed Erzegovina (bandiera) | P     | Nikola Vasilj        |
| 23 | Germania (bandiera)             | D     | Philipp Treu         |
| 24 | Australia (bandiera)            | C     | Connor Metcalfe      |
| 25 | Polonia (bandiera)              | D     | Adam Dźwigała        |
| 26 | Tunisia (bandiera)              | A     | Elias Saad           |
| 28 | Germania (bandiera)             | P     | Sören Ahlers         |
| 29 | Germania (bandiera)             | C     | Luca Günther         |
| 30 | Germania (bandiera)             | P     | Sascha Burchert      |
|    | Germania (bandiera)             | C     | Aljoscha Kemlein     |
|    | Germania (bandiera)             | P     | Eric Oelschlägel     |
|    | Guinea (bandiera)               | C     | Morgan Guilavogui    |
|    | Stati Uniti (bandiera)          | C     | James Sands          |
|    | Belgio (bandiera)               | D     | Siebe Van der Heyden |

### Rosa 2023-2024
Aggiornata al 7 gennaio 2024.
| N. |                        | Ruolo | Calciatore         |
| -- | ---------------------- | ----- | ------------------ |
| 2  | Grecia (bandiera)      | D     | Manolis Saliakas   |
| 3  | Estonia (bandiera)     | D     | Karol Mets         |
| 4  | Austria (bandiera)     | D     | David Nemeth       |
| 5  | Germania (bandiera)    | D     | Hauke Wahl         |
| 6  | Germania (bandiera)    | A     | Simon Zoller       |
| 7  | Australia (bandiera)   | C     | Jackson Irvine     |
| 8  | Svezia (bandiera)      | C     | Eric Smith         |
| 9  | Brasile (bandiera)     | A     | Maurides           |
| 10 | Germania (bandiera)    | C     | Marcel Hartel      |
| 11 | Germania (bandiera)    | A     | Johannes Eggestein |
| 14 | Togo (bandiera)        | A     | Etienne Amenyido   |
| 15 | Lussemburgo (bandiera) | A     | Danel Sinani       |
| 16 | Germania (bandiera)    | C     | Carlo Boukhalfa    |
| 17 | Inghilterra (bandiera) | A     | Oladapo Afolayan   |

| N. |                                 | Ruolo | Calciatore        |
| -- | ------------------------------- | ----- | ----------------- |
| 18 | Scozia (bandiera)               | C     | Scott Banks       |
| 19 | Danimarca (bandiera)            | A     | Andreas Albers    |
| 21 | Germania (bandiera)             | D     | Lars Ritzka       |
| 22 | Bosnia ed Erzegovina (bandiera) | P     | Nikola Vasilj     |
| 23 | Germania (bandiera)             | D     | Philipp Treu      |
| 24 | Australia (bandiera)            | C     | Connor Metcalfe   |
| 25 | Polonia (bandiera)              | D     | Adam Dźwigała     |
| 26 | Tunisia (bandiera)              | A     | Elias Saad        |
| 28 | Germania (bandiera)             | P     | Sören Ahlers      |
| 29 | Germania (bandiera)             | C     | Luca Günther      |
| 30 | Germania (bandiera)             | P     | Sascha Burchert   |
|    | Germania (bandiera)             | C     | Aljoscha Kemlein  |
|    | Germania (bandiera)             | P     | Eric Oelschlägel  |
|    | Guinea (bandiera)               | C     | Morgan Guilavogui |

### Rosa 2022-2023
Aggiornata al 19 gennaio 2023.
| N. |                        | Ruolo | Calciatore         |
| -- | ---------------------- | ----- | ------------------ |
| 1  | Germania (bandiera)    | P     | Dennis Smarsch     |
| 2  | Grecia (bandiera)      | D     | Manolis Saliakas   |
| 3  | Estonia (bandiera)     | D     | Karol Mets         |
| 4  | Austria (bandiera)     | D     | David Nemeth       |
| 6  | Germania (bandiera)    | D     | Christopher Avevor |
| 7  | Australia (bandiera)   | C     | Jackson Irvine     |
| 8  | Svezia (bandiera)      | C     | Eric Smith         |
| 9  | Togo (bandiera)        | A     | Etienne Amenyido   |
| 10 | Lussemburgo (bandiera) | A     | Danel Sinani       |
| 11 | Germania (bandiera)    | A     | Johannes Eggestein |
| 14 | Nigeria (bandiera)     | C     | Aremu Afeez        |
| 15 | Germania (bandiera)    | D     | Marcel Beifus      |
| 17 | Inghilterra (bandiera) | A     | Oladapo Afolayan   |

| N. |                                 | Ruolo | Calciatore        |
| -- | ------------------------------- | ----- | ----------------- |
| 19 | Germania (bandiera)             | D     | Luca-Milan Zander |
| 21 | Germania (bandiera)             | D     | Lars Ritzka       |
| 22 | Bosnia ed Erzegovina (bandiera) | P     | Nikola Vasilj     |
| 24 | Australia (bandiera)            | C     | Connor Metcalfe   |
| 25 | Polonia (bandiera)              | D     | Adam Dźwigała     |
| 27 | Germania (bandiera)             | A     | David Otto        |
| 28 | Germania (bandiera)             | P     | Sören Ahlers      |
| 30 | Germania (bandiera)             | C     | Marcel Hartel     |
| 31 | Germania (bandiera)             | C     | Franz Roggow      |
| 32 | Germania (bandiera)             | D     | Jannes Wieckhoff  |
| 34 | Germania (bandiera)             | A     | Igor Matanović    |

### Rosa 2021-2022
Aggiornata al 27 dicembre 2021.
| N. |                      | Ruolo | Calciatore            |
| -- | -------------------- | ----- | --------------------- |
| 1  | Germania (bandiera)  | P     | Dennis Smarsch        |
| 2  | Svezia (bandiera)    | D     | Sebastian Ohlsson     |
| 3  | Galles (bandiera)    | D     | James Lawrence        |
| 6  | Germania (bandiera)  | D     | Christopher Avevor    |
| 7  | Australia (bandiera) | C     | Jackson Irvine        |
| 8  | Svezia (bandiera)    | C     | Eric Smith            |
| 9  | Austria (bandiera)   | A     | Guido Burgstaller     |
| 10 | Germania (bandiera)  | C     | Christopher Buchtmann |
| 11 | Germania (bandiera)  | C     | Maximilian Dittgen    |
| 13 | Germania (bandiera)  | C     | Lukas Daschner        |
| 14 | Nigeria (bandiera)   | C     | Aremu Afeez           |
| 15 | Germania (bandiera)  | D     | Marcel Beifus         |
| 16 | Danimarca (bandiera) | A     | Simon Makienok        |
| 18 | Croazia (bandiera)   | D     | Jakov Medić           |

| N. |                                 | Ruolo | Calciatore         |
| -- | ------------------------------- | ----- | ------------------ |
| 19 | Germania (bandiera)             | D     | Luca-Milan Zander  |
| 21 | Germania (bandiera)             | D     | Lars Ritzka        |
| 22 | Bosnia ed Erzegovina (bandiera) | P     | Nikola Vasilj      |
| 23 | Kosovo (bandiera)               | D     | Leart Paqarada     |
| 25 | Polonia (bandiera)              | D     | Adam Dźwigała      |
| 26 | Germania (bandiera)             | C     | Rico Benatelli     |
| 27 | Germania (bandiera)             | A     | David Otto         |
| 28 | Germania (bandiera)             | P     | Sören Ahlers       |
| 30 | Germania (bandiera)             | C     | Marcel Hartel      |
| 31 | Germania (bandiera)             | C     | Franz Roggow       |
| 32 | Germania (bandiera)             | D     | Jannes Wieckhoff   |
| 34 | Germania (bandiera)             | A     | Igor Matanović     |
|    | Germania (bandiera)             | A     | Johannes Eggestein |